# L. Brent Bozell III
Leo Brent Bozell III (Washington D. C., 14 de julio de 1955), más conocido como L. Brent Bozell III, es el fundador y presidente de Media Research Center, del Conservative Communications Center y de Cybercast News Service. Bozell fue presidente del Parents Television Council desde 1995 hasta 2006, siendo sucedido por Timothy F. Winter. Actualmente Bozell se desempeña en la junta de la Liga Católica por Derechos Religiosos y Civiles en los Estados Unidos, un grupo que está en contra de la difamación a los católicos en Estados Unidos.
Es sobrino del escritor conservador William F. Buckley, fundador de National Review, por parte de su madre, Patricia Buckley Bozell. Su padre (un converso al catolicismo) era el compañero de debates de Buckley en la Universidad de Yale y un activista conservador (L. Brent Bozell Jr.); su abuelo, Leo B. Bozell, fue cofundador de Bozell Worldwide.
Antes de fundar la MRC en 1987, Bozell estaba a cargo del proyecto National Conservative Foundation en el National Conservative Political Action Committee (NCPAC). Bozell obtuvo un B.A. en historia de la Universidad de Dallas, donde fue nombrado "Alumnus of the Year" en 1998. Ese mismo año, el Grove City College nombró a Bozell "Pew Memorial Lecturer".
En enero de 2025 el presidente Donald Trump le designó candidato a dirigir la Agencia de Estados Unidos para los Medios Globales en sustitución de Amanda Bennett, señalando que Bozel traería cambios muy necesarios a la agencia.

## Vida personal
Está casado y tiene cinco hijos, David, L. Brent IV, Joseph, Caitlin, y Reid. Él y su familia viven en Alexandria, Virginia.